# Alexander Granach
Alexander Granach (właściwie Jessaja Gronach, ur. 18 kwietnia 1890 w Wierzbowcach, zm. 14 marca 1945 w Nowym Jorku) – austriacki aktor teatralny i filmowy.
Urodził się w żydowskiej rodzinie w galicyjskiej miejscowości. Jako nastolatek przybył do Berlina, gdzie najpierw występował w amatorskim zespole wystawiającym sztuki w jidysz, następnie trafił do zawodowego teatru. W czasie I wojny światowej służył w armii austro-węgierskiej. Po jej zakończeniu ponownie występował na scenach niemieckich teatrów. Na początku lat 20. XX wieku debiutował w filmie. Najsłynniejszą kreację stworzył w Nosferatu – symfonia grozy Friedricha Wilhelma Murnaua (1922), gdzie zagrał Knocka. Pod koniec lat 30. wyemigrował do Stanów Zjednoczonych, gdzie również występował w filmach, między innymi w Ninoczce Ernsta Lubitscha (1939), wspólnie z Gretą Garbo. Napisał autobiografię Da geht ein Mensch. Roman eines Lebens (1945).